# Турки в Индии
Тюрки в Индии исторически считались одним из некоренных народов, правивших территориями Индийского субконтинента. С другой стороны, современные турки в Индии очень малочисленны и являются недавними иммигрантами из Турции. По переписи 1961 года 58 человек заявили, что их родным языком является турецкий. Согласно переписи 2001 года, 126 жителей Индии указали местом своего рождения Турцию. Во время государственного визита в начале 2010 года премьер-министр Турции Абдулла Гюль встретился с турецкими эмигрантами, проживающими в Индии, и раздал хинди-турецкие словари турецким студентам в Нью-Дели.

## История и происхождение
Первое известное упоминание термина «тюрк» применительно к тюркской группе относится к гёктюркам в VI веке, которые жили в современной Монголии. Со временем этот термин перешел к туркам современной Турции, но исторически он также использовался для описания тюркских групп Центральной Азии. Тюркские бирадари заявляют о своем происхождении от последней группы, турок Рохилкханда и региона Тераи. Одна из таких традиций утверждает, что турки пришли в Индию в качестве солдат, сопровождавших воина-святого XI века Гази Сайяда Салара Масуда или Гази Мияна (около 1014–1034 гг. н.э.). Поселение турок произошло позднее. Действительно, некоторые тюркские группы, особенно те, что в Рампуре, изначально были эмигрантами из Средней Азии и пришли в армию Алауддина Халджи, Шахабддина Гори и Амира Тимура Лейн. Эти турки пришли из Туркестанского региона, который сейчас является Средней Азией.

## Нынешнее положение
Турки живут в северной Индии, в основном в Дели, Газиабаде, Амрохе, Морадабаде, Рампуре, Самбале, Биджноре, Музаффарнагаре и Мееруте в Уттар-Прадеше, Удхамсингх-Нагаре, Найнитале и Халдвани в Кумаоне, Бхопале и Джунагадхе в Гуджарате и в Южной Индии в основном в город Хайдарабад в Телангане, Бидар, Гулбарга, Биджапур, Майсур, Шрирангапатна в Карнатаке, Банганапалле, Курнул в Андхра-Прадеше, Аркот, Тамилнад, Патанамтитта, Эраттупетта, район Палаккад, район Алаппужа в Керале.
Сообщество традиционно служило солдатами в армиях различных княжеств в агентстве Катхиавар. Они также хорошие торговцы. Как и другие гуджаратские мусульмане, у них есть кастовая ассоциация, известная как Джамат, которая действует как благотворительная организация и инструмент социального контроля.

## Известные личности
- Династия Тимуридов
- Династия Газневидов
- Тадж ад-Дин Йылдыз , генерал Делийского султаната
- Мамлюкская династия Дели
- Шах Тюркан, хозяйка Илтутмиша
- Малик Алтуния, супруга Разии Султан
- Мухаммад бин Бахтияр Хильджи, генерал Делийского султаната
- Мухаммад Ширан Хильджи, 2-й губернатор Бенгалии (Лахнаути) Делийского султаната
- Иваз Хильджи, 3-й губернатор Бенгалии (Лахнаути) Делийского султаната
- Али Мардан Хильджи, 3-й губернатор Бенгалии (Лахнаути) Делийского султаната
- Малик Балха Хильджи, последний халджи-губернатор Бенгалии (Лахнаути) Делийского султаната
- Сайфуддин Айбак, 1-й губернатор Бенгалии (Лахнаути) мамлюкского Делийского султаната
- Авар Хан Айбак, 2-й губернатор Бенгалии (Лахнаути) мамлюкского Делийского султаната
- Туграл Туган Хан, 3-й губернатор Бенгалии (Лахнаути) мамлюкского Делийского султаната
- Туглак Тамар Хан, 4-й губернатор Бенгалии (Лахнаути) мамлюкского Делийского султаната
- Малик Ихтияруддин Юзбак, 6-й губернатор Бенгалии (Лахнаути) мамлюкского Делийского султаната
- Иджауддин Балбан Юзбаки, 7-й губернатор Бенгалии (Лахнаути) мамлюкского Делийского султаната
- Насируддин Бугра Хан, 13-й губернатор Бенгалии (Лахнаути) мамлюкского Делийского султаната
- Рукунуддин Кайкаус, 1-й губернатор Бенгалии (Лахнаути) под султанатом Балбан-Дели
- Шамсуддин Фируз Шах, 2-й губернатор Бенгалии (Лахнаути) под султанатом Балбан-Дели
- Гиясуддин Бахадур Шах, 3-й губернатор Бенгалии (Лахнаути) под султанатом Балбан-Дели
- Изз ад-Дин Яхья, 6-й губернатор Бенгалии (Лахнаути) под султанатом Туглак-Дели
- Муним-хан, 1-й могольский субахдар из Бенгальской субы
- Хан Джахан I, 2-й могольский субахдар из Бенгальской субы
- Джахангир Кули Бег, Могол Субахдар из Бенгальской субы
- Насир ад-Дин Кабача, губернатор Мултана
- Династия Хильджи
- Династия Туглаков
- Династия Кутб Шахи
- Гази уд-Дин Хан Фероз Юнг III, первый наваб штата Баони
- Дюррушехвар Султан, имперская принцесса Османской империи, жена принца Азама Джаха
- Принцесса Нилуфер, принцесса Османской империи, жена принца Моаззама Джаха
- Принцесса Эсра, жена Мукаррама Джа, 8-го низама Хайдарабада
- Манолия Онур, жена Мукаррама Джа, 8-го низама Хайдарабада
- Навабы Банганапалле
- Правители государства Ам
- Джеки Шрофф, индийский актер